# Joseph Lakanal
Joseph Lakanal  (Serres-sur-Arget, 14 de julio de 1762 - París, 14 de febrero de 1845) fue un político francés. Profesor de Retórica y, más tarde, de Filosofía, se unió con entusiasmo a la Revolución. Fue diputado en la Convención republicana, en la que impulsó la enseñanza pública.

## Biografía

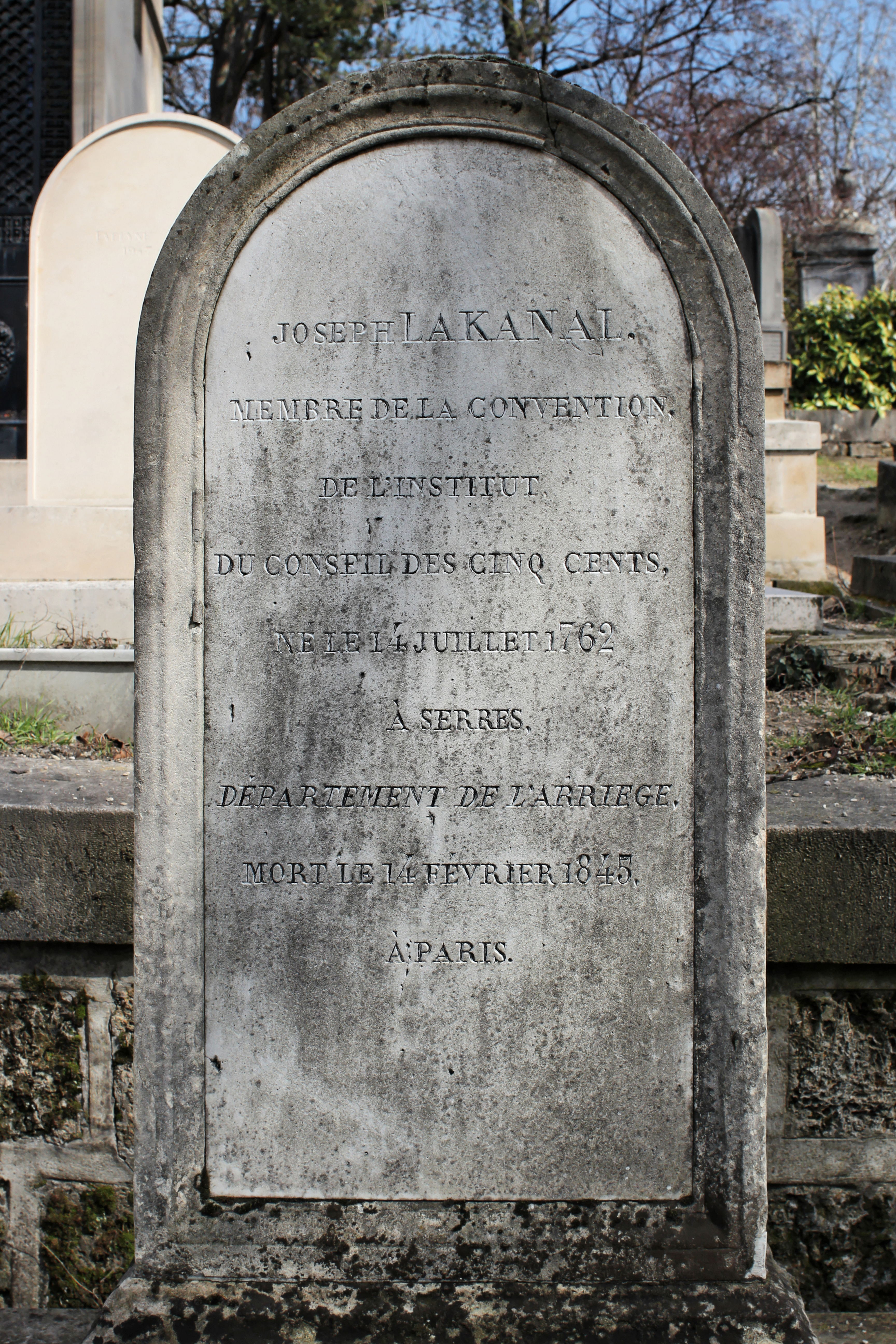
Tumba de Lakanal en el Cementerio del Père-Lachaise

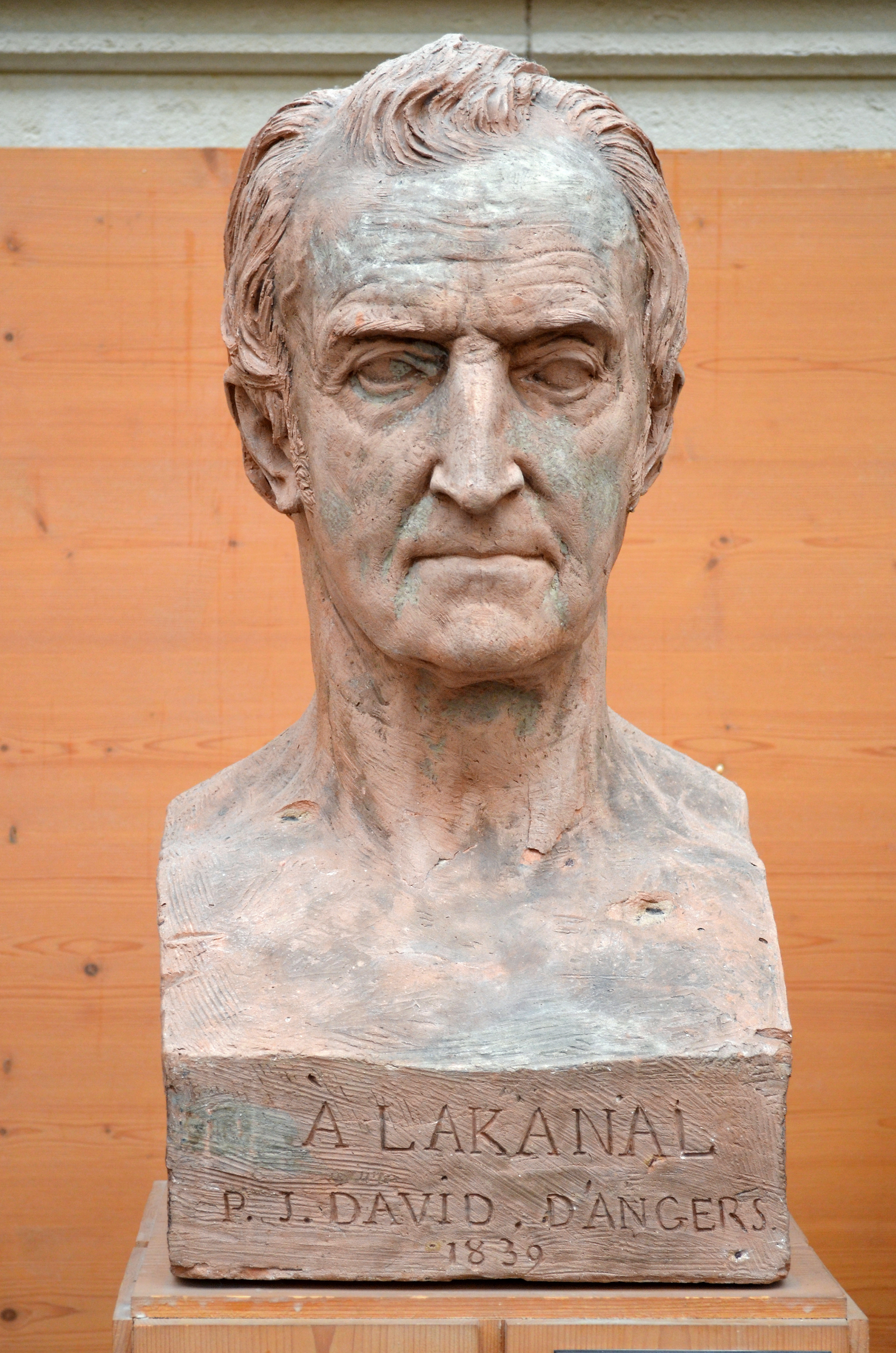
Busto de Lakanal por David d'Angers (1839).

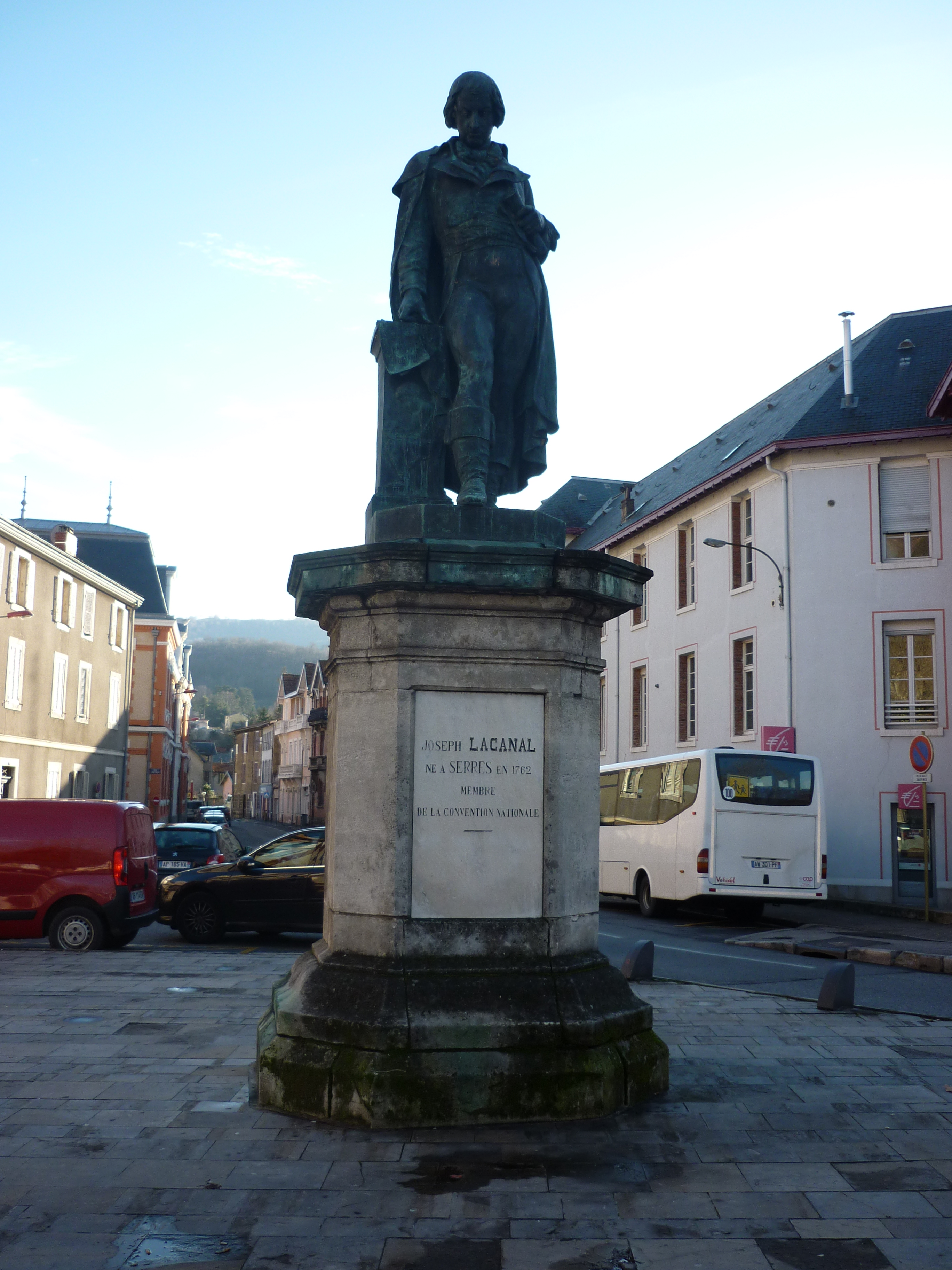
Estatua de Lakanal por Émile Picault en la localidad francesa de Foix, capital del departamento de Ariège, por el que Lakanal fue diputado

Fue profesor de Retórica y, más tarde, de Filosofía en el Colegio de los Padres de la Cristiandad por varias ciudades de Francia, antes de unirse a la Revolución. En 1792 fue diputado por el departamento de Ariège en la Convención Nacional, donde se sentó entre los diputados montagnards, y votó a favor de la ejecución de Luis XVI.
Como miembro del Comité de Instrucción Pública de la Convención, Lakanal redactó un informe sobre las Escuelas Militares, señalando la de París como «uno de los monumentos más odiosos creados por el despotismo al orgullo y la vanidad». También se le debe el informe, de 19 de julio de 1793, por el que la Convención emitió el decreto relativo a la propiedad intelectual, para autores de escritos de todo tipo, compositores de música, pintores y dibujantes; fue él quien hizo que a Claude Chappe, el inventor del telégrafo, se le otorgara el título de ingeniero —designándolo como «teniente de ingeniero»— y que se construyera la primera línea telegráfica conocida.
Fue enviado en misión a la Dordoña y llegó hasta la localidad de Bergerac el 21 de octubre de 1793; permaneció allí casi un año, hasta su regreso, el 27 de julio de 1794. El 18 de noviembre de 1794, a propuesta de Lakanal, la Convención decidió impulsar la creación en suelo francés de 24 000 escuelas primarias. En 1795 obtuvo la responsabilidad de organizar las escuelas normales y votó un proyecto de educación pública. Desarrolló ideas muy queridas por los ideólogos de la educación: 

« L'analyse seule est capable de recréer l'entendement, et la diffusion de sa méthode détruira l'inégalité des lumières ».
«Sólo el análisis es capaz de recrear el entendimiento, y la difusión de su método destruirá la desigualdad de luces.»
Joseph Lakanal

Fue elegido diputado dos veces por el departamento de Sena y Oise en 1798, aunque rechazó ese honor. Al año siguiente fue enviado a Maguncia como comisionado para organizar los nuevos departamentos unidos a Francia. Hizo un informe a la Convención sobre la necesidad de crear un Instituto Nacional de Lenguas y Civilizaciones Orientales. También fue responsable de la conservación del Jardín de Plantas de París, que había reorganizado bajo el nombre de Museo Nacional de Historia Natural de Francia.
Reelegido para el Consejo de los Quinientos, a Lakanal se debe la regulación de una nueva institución cultural de renombre, un Instituto nacional de la cultura que pronto se convertirá en el Instituto de Francia, y propuso la lista de miembros que iban a formar el núcleo fundador, respaldado por elecciones. Este cuerpo erudito contenía tres clases: la primera trataba de las ciencias físicas y matemáticas; la segunda, de las ciencias morales y políticas; la tercera, representaba a la literatura y las bellas artes. Lakanal fue elegido miembro de la segunda clase, de la cual se convirtió en secretario.
Bajo el Primer Imperio (1804-1815), aceptó la cátedra de lenguas antiguas en la llamada École centrale de la calle de Saint-Antoine (hoy Lycée Charlemagne), y más tarde fue adjunto en el Liceo Bonaparte como economista. En 1809, se convirtió en Inspector de Pesos y Medidas y preparó una edición de las obras de Rousseau, además de escribir un tratado de economía política.
En la Restauración (1814-1830), se exilió a Estados Unidos y, tras algunos vaivenes, terminó de rector de la Universidad de Louisiana, en Nueva Orleans. También cultivó tierras en Alabama, donde en 1817 recibió a varios cientos de refugiados de Santo Domingo, dirigidos por dos exgenerales de Bonaparte. Sus plantaciones de vid y olivos, de más de 370 kilómetros cuadrados de terreno, fueron concesión del gobierno estadounidense. Pronto, junto a otros colonos, incluido el editor de prensa Jean-Simon Chaudron, abandonaría el cultivo de la vid y del olivo para convertirse en pioneros en la historia del cultivo del algodón.
Tras la Revolución de 1830, esperó tres años para volver a París y participar de nuevo en la Academia des Ciencias Morales y Políticas.
Murió el 14 de febrero de 1845 en el 10 de la calle de Birague (París), dejando a su joven esposa y su hijo en la indigencia, a pesar de su larga carrera. Fue enterrado en el Cementerio del Père-Lachaise de París; su tumba es una concesión gratuita, por orden prefectoral de fecha 16 de febrero de 1847.